# Liturgiska frågan
Men begreppet den liturgiska frågan sammanfattas ofta inom Romersk-katolska kyrkan en kontroversiell fråga om liturgins mening, liturgins utformning och liturgins förhållande till den omgivande, d.v.s. utomkyrkliga kulturen. I ett sammanhang av debatt kring motsatsparet kontinuitet/brytning i förhållande till den katolska traditionen. Och mot bakgrund av Andra Vatikankonciliet (1962–1965).

## Ny mässordning för den romerska riten
Efter Andra Vatikankonciliet lät Paulus VI 1969 införa en ny mässordning för den romerska riten. Under de närmast följande åren stöptes samtliga delar av den romerska riten om. Den romerska kalendern undergick också den omfattande förändringar. Samtidigt fick många intrycket att den äldre liturgin förbjudits. För många innebar detta en mental brytning med vad katolicismen varit alltsedan medeltiden.
De största förändringarna i mässan, blev följande:
- Stor valfrihet infördes: vid åtskilliga ställen i Missale Romanum uppges nu att prästen kan välja mellan flera olika formler. Den romerska mässordningen kan även inkultureras, d.v.s. variera betydligt från en kultursfär till annan (till exempel från Europa till Indien). I detta har biskopskonferenserna mycket att säga.
- Mässan kunde nu läsas helt på folkspråken i stället för att firas på latin. I översättningen till folkspråken eftersträvades fr.a. enkelhet och vardaglighet i stället för högtidlighet.
- Mässan läses nu oftast vänd mot folket (latin versus populum). För att möjliggöra detta har katolsk kyrkoarkitektur förändrats och tabernaklet flyttats (från altarets mitt till "annan lämplig plats").
- Mässordningen förenklades avsevärt, varvid de flesta av mässans många knäfall och korstecken avskaffades. Mässans karaktär blev som en följd mindre rituell och mera vardaglig.
- Den romerska riten fick flera nya eukaristiska böner jämte den tidigare enda romerska kanon.
- Själva konsekrationsorden, de ord med vilka brödet och vinet enligt katolsk lära förvandlas till Jesu kropp och blod, undergick vissa förändringar vad beträffar de ord som läses över vinet.
- offertoriet försvann i sin tidigare form och ersattes av en betydligt kortare rit med annan karaktär.
- Mässan kan nu även utanför prästvignings- och biskopsvigningsmässan koncelebreras av flera präster.
- Den gregorianska sången trängdes i praktiken och till stor del ut ur den romerska riten.
- Liturgiska läsningar fick en starkare ställning och en framträdande diaktisk funktion. Hela Bibeln skulle läsas på tre år.
- Liturgiska läsningar (utom evangelieläsningen) fick nu utföras av lekmän. Subdiakonatet och samtliga lägre vigningar avskaffades.

## Andra förändringar
Andra förändringar i mässliturgin är:
- Trappstegsbönerna föll bort, varvid mässans inledning fick en helt ny utformning.
- Mässans ingångsantifon, offertorieantifon och kommunionsantifon är nu frivilliga och förekommer därför ytterst sällan.
- Kyrie eleison förlorade en av två upprepningar.
- Gloria sjungs nästan aldrig utanför söndagen.
- Vid privatmässa i frånvaro av troende är samtliga hälsningsfraser ("Herren vare med er" o.s.v.) samt slutvälsignelsen avskaffade.
- Kyrkobönerna (och med dem offertoriebönerna och bönerna efter kommunionen) omarbetades väsentligt. Många försvann helt.
- En andra läsning före evangelieläsningen tillfördes.
- Predikan betraktas nu som liturgisk.
- En bön som ofta leds av lekmän men avslutas av prästen infördes efter predikan. Denna bön saknar i övrigt fastslagen form.
- Ett stort antal prefationer tillkom.
- Knäfallen före de bägge elevationerna vid konsekrationen ströks.
- Prästens kommunion sammanfaller nu med de övrigas kommunion.
- Slutvälsignelsen flyttades.
- Sista evangeliet avskaffades.

Här har inte upptagits förändringarna i levithögmässan och biskopens högtidliga mässa, vilka är omfattande. Inte heller har förändringarna i den romerska ritens övriga ceremonier medtagits.

## Diskuterade ämnen
Ämnen som diskuterades, men som inte togs upp i reformen är:
- A. Kan kvinnor beträda sanktuariet fastän detta utgör en nyhet i förhållande till kyrkans tradition?
- B. Kan kvinnor tjänstgöra som ministranter fastän detta strider mot det hävdvunna och inte förekommer hos de ortodoxa?
- C. Skall kommunionen mottas stående och i handen i stället för på knä och i munnen?

Dessa reformer tilläts emellertid senare.
Hur man skall förhålla sig till Paulus VI:s liturgireform är inom den romersk-katolska kyrkan mycket omdebatterat. Det finns tre huvudsakliga åsiktsriktningar:
- 1.a. De som i stort är odelat positiva till liturgireformen. I stort gynnar den det kyrkliga livet därför att den är lättfattlig och enkel, menar man. Det sjunkande antalet kyrkobesökare och präster sedan liturgireformen menar man beror på sekularisering och antikristna stämningar.

- 1.b. En variant utgör de teologiskt sett progressiva krafter som uppskattar liturgireformen därför att de ser den som en anpassning av kyrkan till sin omvärld. I en sekulariserd värld skall kyrkan inte leva i en sakral mental värld, menar man, utan vara som sin omvärld och ta inrtyck av den. Vissa i denna riktning menar att liturgireformen i den romerska kyrkan nu kan fortsätta mot än friare och modernare former.

- 2. En annan betydande grupp menar att liturgireformen, som den blev efter konciliet, inte motsvarar vad kyrkomötet anbeföll. Den nya liturgin har till exempel inte varit trogen mot konciliets krav att latinet skulle förbli förhärskande i mässliturgin. Liturgin har tillåtits bli alltför människocentrerad och förlorat i sakralitet. Dessutom har den gett intrycket att en brytning ägt rum i kyrkan sedan Vaticanum II. Denna grupp är alltså — mer eller mindre starkt — positiv till Andra Vatikankonciliet men vänder sig mot liturgireformen. Hit kan f.ö. den nuvarande påven räknas.

- 3. En tredje grupp utgör de som föredrar den äldre liturgin, traditionalisterna. Ofta men inte alltid är dessa antingen avvaktande eller mer eller mindre starkt kritiska till Andra Vatikankonciliet. Skillnaderna härvidlag är dock mycket stora.

Man kan även notera att den nya mässordningens renlärighet ifrågasatts, bl.a. av kardinalerna Ottaviani och Bacchi i samband med den nya mässans tillkomst. Från traditionalistisk katolskt håll framhålls ofta att Paulus VI:s mässliturgi påminner dels om de anglikanska och lutherska reformerna av mässordningen, dels om de av jansenisterna (cf. Pistoiasynoden) och somliga upplysningsbiskopar införda ändringar i liturgin, vilka på sin tid fördömdes av Rom. Frågan är naturligtvis starkt kontroversiell. 
I och med Summorum pontificum av Benedictus XVI är den äldre formen av den romerska riten åter en fullt ut erkänd del av den latinska liturgin: "Vad tidigare generationer höll för heligt, det förblir heligt och storslaget även för oss, och kan inte plötsligt förbjudas eller till och med betraktas som skadligt" (Benedictus XVI i sitt följebrev till Summorum pontificum).